# Yannick Dalmas
Yannick Dalmas (Le Beausset, Var, 28 de julho de 1961) é um ex-piloto francês de Fórmula 1. Das 49 tentativas de classificar o carro no grid de largada da F1 entre 1987 e 1990, retornando em 1994, ele conseguiu a qualificação em apenas 23 deles. Estreou na F1 em 18 de outubro de 1987, no GP do México, e suas equipes na categoria foram a Larrousse e a AGS.
Seu melhor resultado em toda a sua carreira foi pela Larrousse, obtendo um 5º lugar no GP da Austrália de 1987, porém ele não teve direito aos 2 pontos conquistados, porque a equipe francesa inscreveu no campeonato apenas o carro do seu companheiro e compatriota Philippe Alliot. Ao final da temporada de 1988, foi diagnosticado com a doença dos legionários e foi substituído por Aguri Suzuki no Japão e Pierre-Henri Raphanel na Austrália. Voltou em 1989, disputando apenas o GP de San Marino - Éric Bernard e Michele Alboreto completaram a temporada, enquanto Dalmas assinou com a AGS no lugar do alemão Joachim Winkelhock, que não conseguiu se classificar para nenhum GP, e também não passou da pré-classificação. Em 1990, largou 4 vezes e não conseguiu vaga no grid em 12 provas - no GP da Itália, chegou 8 voltas atrás do vencedor Ayrton Senna, não sendo classificado no resultado final da corrida.
Em 1994, regressou à Larrousse para os GPs: Itália e Portugal, deixando novamente a Fórmula 1 após este último.
Dalmas venceu quatro vezes as 24 Horas de Le Mans. Ele venceu em 1992, 1994, 1995 e 1999. Encerrou sua carreira em 2002, aos 40 anos.

## Todos os Resultados de Yannick Dalmas na Fórmula 1
(legenda)
| Ano  | Equipe               | Chassis | Motor                | 1         | 2         | 3        | 4        | 5        | 6        | 7         | 8         | 9         | 10        | 11        | 12        | 13        | 14        | 15        | 16        | Pontos | Posição  |
| ---- | -------------------- | ------- | -------------------- | --------- | --------- | -------- | -------- | -------- | -------- | --------- | --------- | --------- | --------- | --------- | --------- | --------- | --------- | --------- | --------- | ------ | -------- |
| 1987 | Larrousse Calmels    | LC87    | Ford Cosworth DFZ V8 |           |           |          |          |          |          |           |           |           |           |           |           |           | MEX 9º G  | JAP 14º G | AUS 5º1 G | 0      | NC (25º) |
| 1988 | Larrousse Calmels    | LC88    | Ford Cosworth DFZ V8 | BRA Ret G | SMR 12º G | MON 7º G | MEX 9º G | CAN NQ G | EUA 7º G | FRA 13º G | GBR 13º G | ALE 19º G | HUN 9º G  | BEL Ret G | ITA Ret G | POR Ret G | ESP 11º G |           |           | 0      | NC (18º) |
| 1989 | Larrousse Calmels    | LC88B   | Lamborghini 3512 V12 | BRA NQ G  |           |          |          |          |          |           |           |           |           |           |           |           |           |           |           | 0      | NC (40º) |
| 1989 | Equipe Larrousse     | LC88B   | Lamborghini 3512 V12 |           | SMR NP G  |          |          |          |          |           |           |           |           |           |           |           |           |           |           | 0      | NC (40º) |
| 1989 | Equipe Larrousse     | LC89    | Lamborghini 3512 V12 |           |           | MON NQ G | MEX NQ G | EUA NQ G | CAN NQ G |           |           |           |           |           |           |           |           |           |           | 0      | NC (40º) |
| 1989 | AGS Racing           | JH23B   | Ford Cosworth DFR V8 |           |           |          |          |          |          |           | GBR NPQ G | ALE NPQ G | HUN NPQ G | BEL NPQ G | ITA NPQ G | POR EXC G | ESP NPQ G | JAP NPQ G | AUS NPQ G | 0      | NC (40º) |
| 1990 | AGS Racing           | JH24    | Ford Cosworth DFR V8 | EUA EXC G | BRA Ret G |          |          |          |          |           |           |           |           |           |           |           |           |           |           | 0      | NC (25º) |
| 1990 | AGS Racing           | JH25    | Ford Cosworth DFR V8 |           |           |          | MON NQ G | CAN NQ G | MEX NQ G | FRA 17º G | GBR NPQ G | ALE NQ G  | HUN NQ G  | BEL NQ G  | ITA NC G  | POR Ret G | ESP 9º G  | JAP NQ G  | AUS NQ G  | 0      | NC (25º) |
| 1994 | Tourtel Larrousse F1 | LH94    | Ford HB7/8 V8        |           |           |          |          |          |          |           |           |           |           |           | ITA Ret G | POR 14º G |           |           |           | 0      | NC (35º) |

↑1  O piloto não teve direito aos pontos, porque a equipe Larrousse inscreveu apenas um carro no campeonato.

## 24 Horas de Le Mans[1]
| Ano  | Equipe                            | Nº | Co-Pilotos                             | Chassi                             | Pneus | Classe | Voltas | Posição | Posição Na Categoria |
| Ano  | Equipe                            | Nº | Co-Pilotos                             | Motor                              | Pneus | Classe | Voltas | Posição | Posição Na Categoria |
| ---- | --------------------------------- | -- | -------------------------------------- | ---------------------------------- | ----- | ------ | ------ | ------- | -------------------- |
| 1991 | Peugeot Talbot Sport              | 6  | Keke Rosberg Pierre-Henri Raphanel     | Peugeot 905                        | M     | C1     | 68     | DNF     | DNF                  |
| 1991 | Peugeot Talbot Sport              | 6  | Keke Rosberg Pierre-Henri Raphanel     | Peugeot SA35 3.5L V10              | M     | C1     | 68     | DNF     | DNF                  |
| 1992 | Peugeot Talbot Sport              | 1  | Derek Warwick Mark Blundell            | Peugeot 905 Evo 1B                 | M     | C1     | 352    | 1º      | 1º                   |
| 1992 | Peugeot Talbot Sport              | 1  | Derek Warwick Mark Blundell            | Peugeot SA35 3.5L V10              | M     | C1     | 352    | 1º      | 1º                   |
| 1993 | Peugeot Talbot Sport              | 1  | Thierry Boutsen Teo Fabi               | Peugeot 905 Evo 1B                 | M     | C1     | 374    | 2º      | 2º                   |
| 1993 | Peugeot Talbot Sport              | 1  | Thierry Boutsen Teo Fabi               | Peugeot SA35 3.5L V10              | M     | C1     | 374    | 2º      | 2º                   |
| 1994 | Le Mans Porsche Team Joest Racing | 36 | Hurley Haywood Mauro Baldi             | Dauer 962 Le Mans                  | G     | GT1    | 344    | 1º      | 1º                   |
| 1994 | Le Mans Porsche Team Joest Racing | 36 | Hurley Haywood Mauro Baldi             | Porsche Type-935 3.0L Turbo Flat-6 | G     | GT1    | 344    | 1º      | 1º                   |
| 1995 | Kokusai Kaihatsu Racing           | 59 | Masanori Sekiya JJ Lehto               | McLaren F1 GTR                     | M     | GT1    | 298    | 1º      | 1º                   |
| 1995 | Kokusai Kaihatsu Racing           | 59 | Masanori Sekiya JJ Lehto               | BMW S70 6.1L V12                   | M     | GT1    | 298    | 1º      | 1º                   |
| 1996 | Porsche AG                        | 26 | Karl Wendlinger Scott Goodyear         | Porsche 911 GT1                    | M     | GT1    | 341    | 3º      | 2º                   |
| 1996 | Porsche AG                        | 26 | Karl Wendlinger Scott Goodyear         | Porsche 3.2L Turbo Flat-6          | M     | GT1    | 341    | 3º      | 2º                   |
| 1997 | Porsche AG                        | 26 | Emmanuel Collard Ralf Kelleners        | Porsche 911 GT1                    | G     | GT1    | 327    | DNF     | DNF                  |
| 1997 | Porsche AG                        | 26 | Emmanuel Collard Ralf Kelleners        | Porsche 3.2L Turbo Flat-6          | G     | GT1    | 327    | DNF     | DNF                  |
| 1998 | Porsche AG Joest Racing           | 7  | Michele Alboreto Stefan Johansson      | Porsche LMP1-98                    | M     | LMP1   | 107    | DNF     | DNF                  |
| 1998 | Porsche AG Joest Racing           | 7  | Michele Alboreto Stefan Johansson      | Porsche Type-935 3.2L Turbo Flat-6 | M     | LMP1   | 107    | DNF     | DNF                  |
| 1999 | Team BMW Motorsport               | 15 | Joachim Winkelhock Pierluigi Martini   | BMW V12 LMR                        | M     | LMP    | 365    | 1º      | 1º                   |
| 1999 | Team BMW Motorsport               | 15 | Joachim Winkelhock Pierluigi Martini   | BMW S70 6.0L V12                   | M     | LMP    | 365    | 1º      | 1º                   |
| 2000 | Mopar Team Oreca                  | 5  | Nicolas Minassian Jean-Philippe Belloc | Reynard 2KQ-LM                     | M     | LMP900 | 1      | DNF     | DNF                  |
| 2000 | Mopar Team Oreca                  | 5  | Nicolas Minassian Jean-Philippe Belloc | Chrysler Mopar 6.0L V8             | M     | LMP900 | 1      | DNF     | DNF                  |
| 2001 | Viper Team Oreca                  | 15 | Stéphane Sarrazin Franck Montagny      | Chrysler LMP                       | M     | LMP900 | 126    | DNF     | DNF                  |
| 2001 | Viper Team Oreca                  | 15 | Stéphane Sarrazin Franck Montagny      | Chrysler (Mopar) 6.0L V8           | M     | LMP900 | 126    | DNF     | DNF                  |
| 2002 | Audi Sport Japan Team Goh         | 5  | Hiroki Katoh Seiji Ara                 | Audi R8                            | M     | LMP900 | 358    | 7º      | 6º                   |
| 2002 | Audi Sport Japan Team Goh         | 5  | Hiroki Katoh Seiji Ara                 | Audi 3.6L Turbo V8                 | M     | LMP900 | 358    | 7º      | 6º                   |